# Алуксне
А́луксне (латис. Alūksne) — місто на березі озера Алуксне на північному сході Латвії поблизу кордонів з Естонією та Росією.

## Назва
- Алуксне (латис. Alūksne;  вимова)
- Марієнбург (нім. Marienburg)

## Географія
Розташоване на березі озера Алуксне на північному сході Латвії поблизу кордонів з Естонією та Росією.

## Історія
Землі навколо озера Алуксне були спочатку заселені фінськомовними племенами.
З 8-го по 12 сторіччя заселяється латгаллами. Дата поселення в поточному розташуванні міста, потім відомого як Оліста, Аліст, Воліст надається в псковських літописах, у 1284.
Латгаллське поселення було завойоване німцями у 1342
Вони збудували замок названо Марієнбург (на честь Марії, матері Ісуса) на сусідньому острові, який служив, для захисту торговельних маршрутів з Риги до Пскова. Місто, яке розвивалося біля замку також, стало відомим як Марієнборг.
У 1560 Марієнборг був захоплений солдатами Московського Царства під час Лівонської війни .
У 1582 увійшло до складу польсько-литовської держави
У 1629 році місто стало частиною Шведської Імперії.
- Ліфляндська губернія

## Цікаве
26 квітня 1976 року на честь українця Шутька Єгора Йосиповича у місті Алуксне названа вулиця. Після 1991 року вона була перейменована на Rupniecibas.

## Галерея

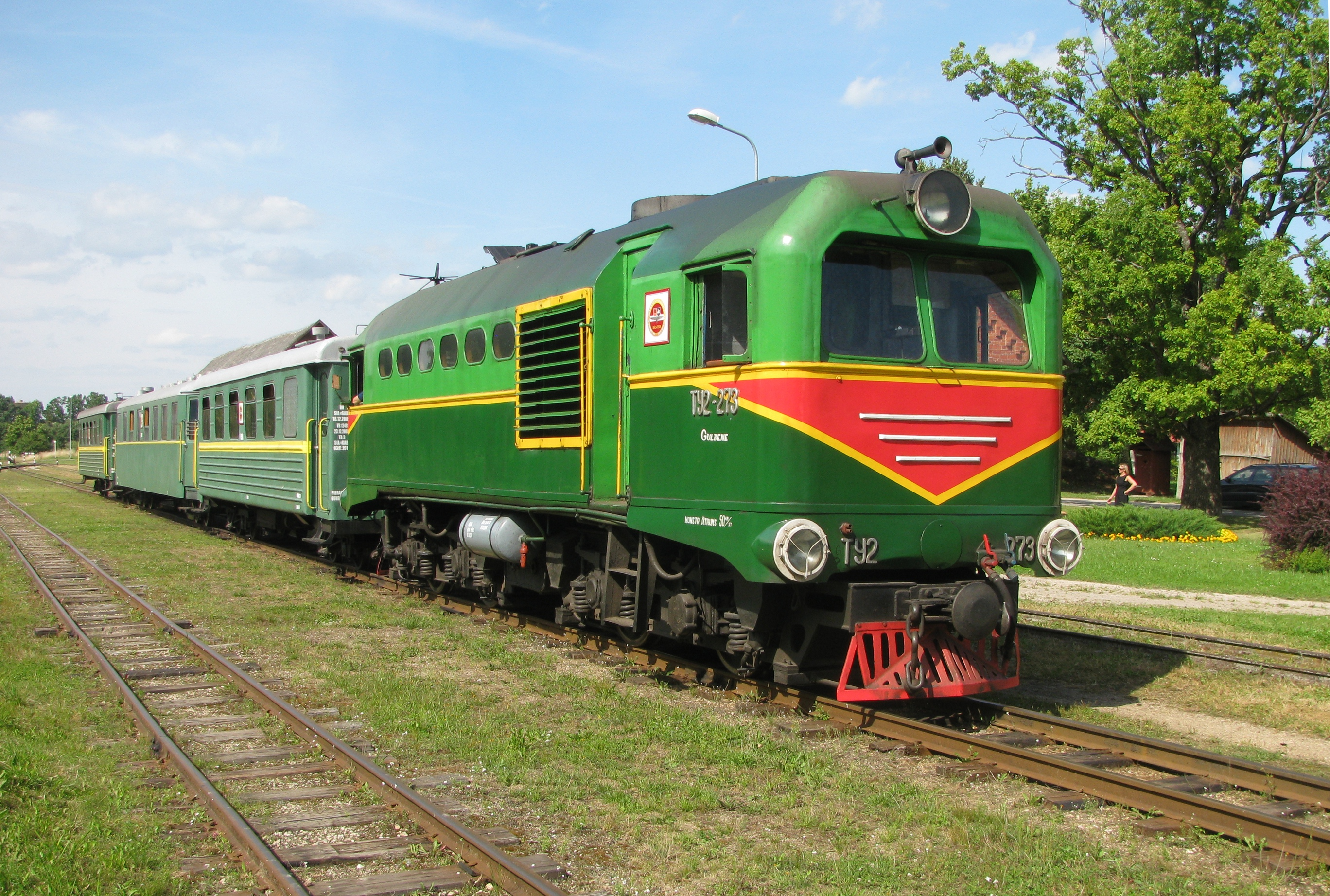
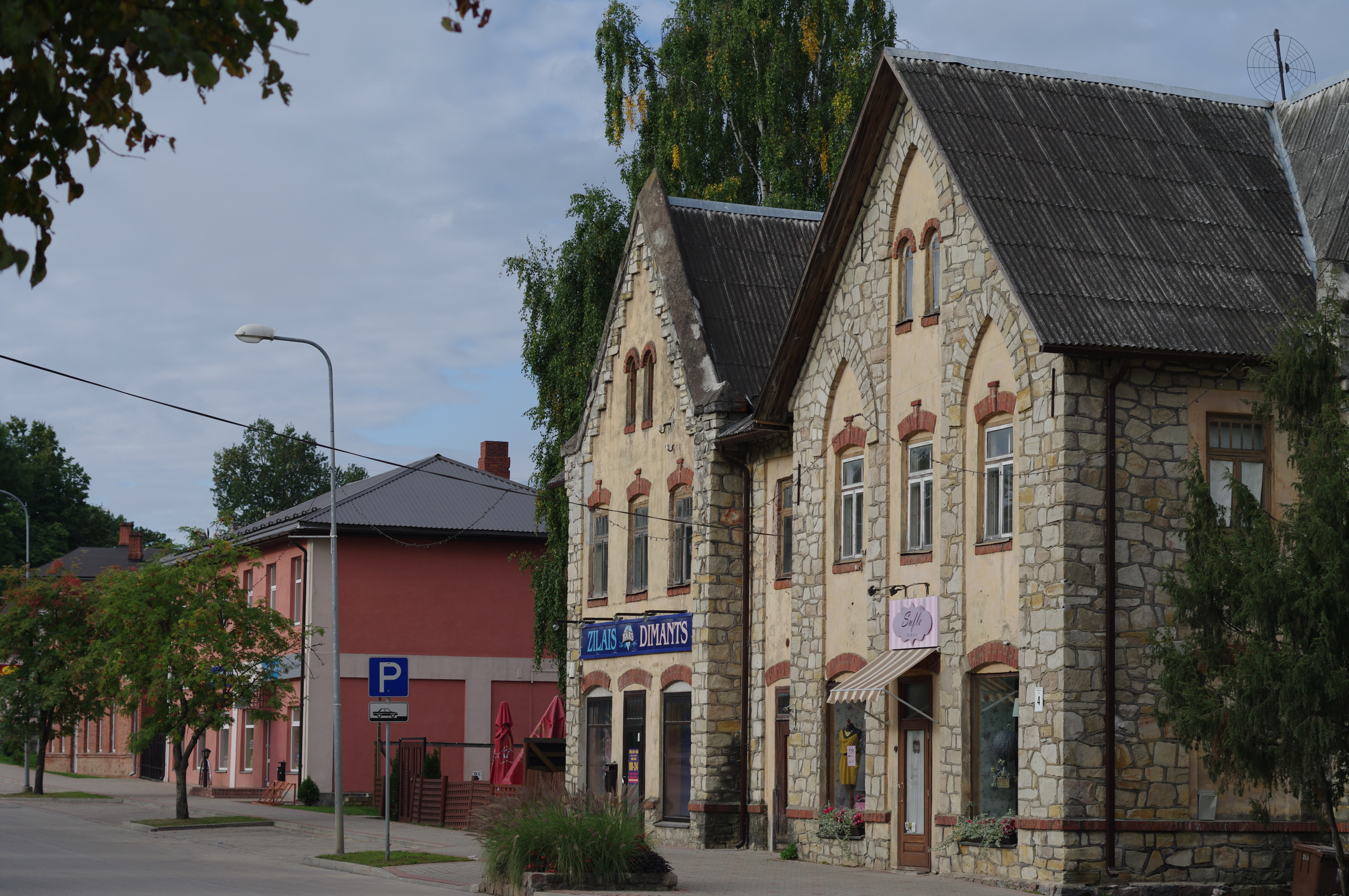
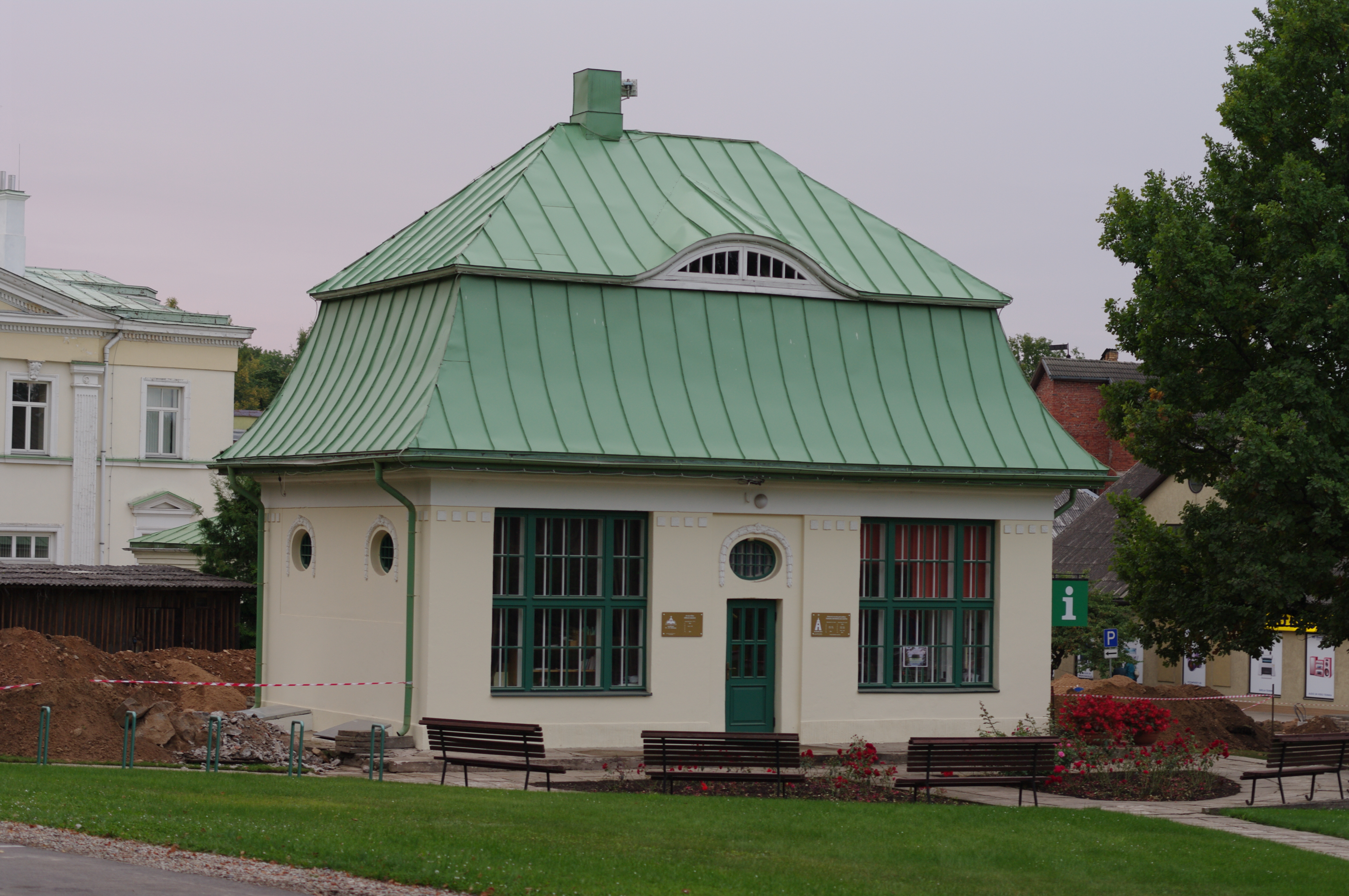
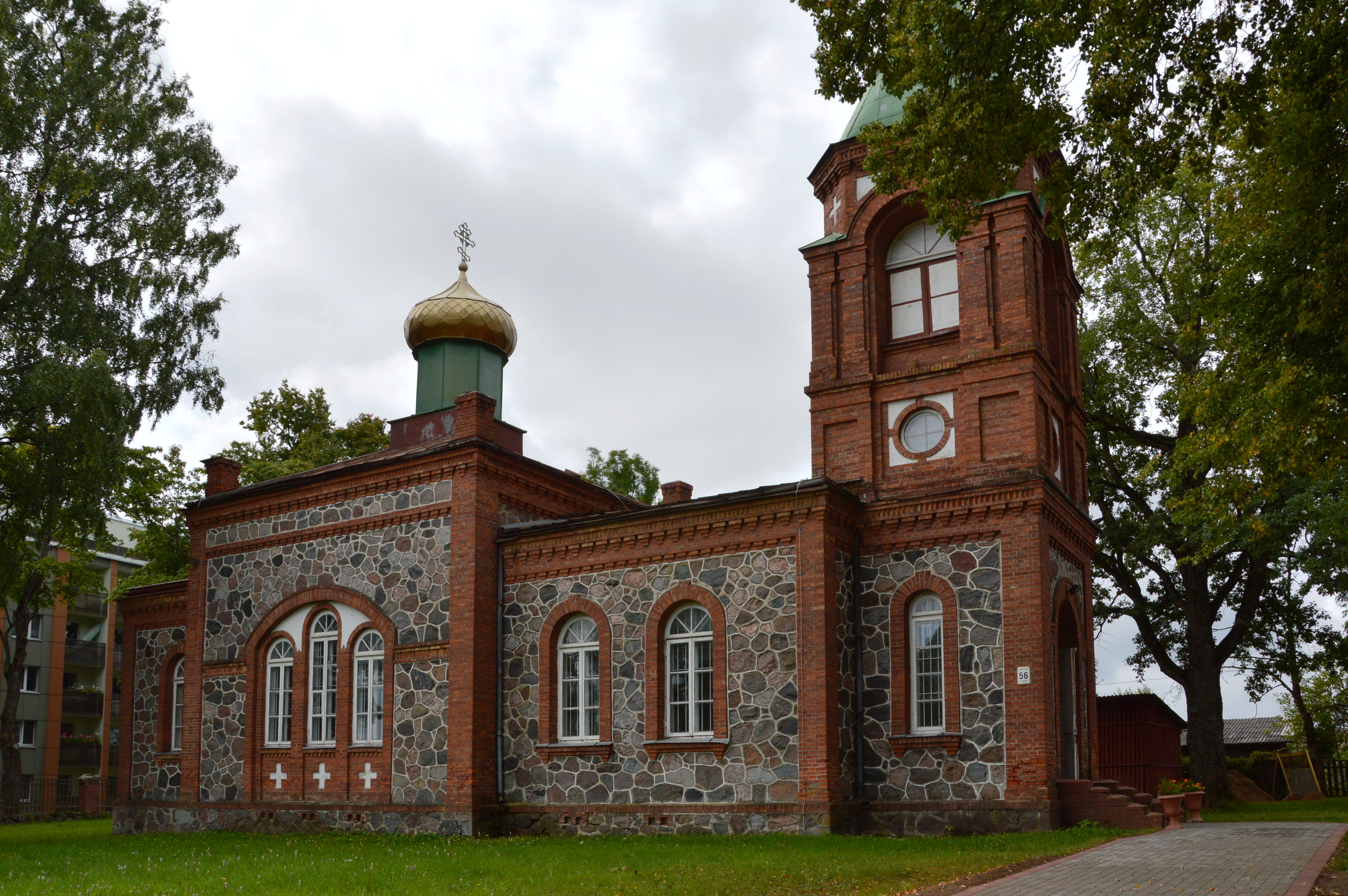
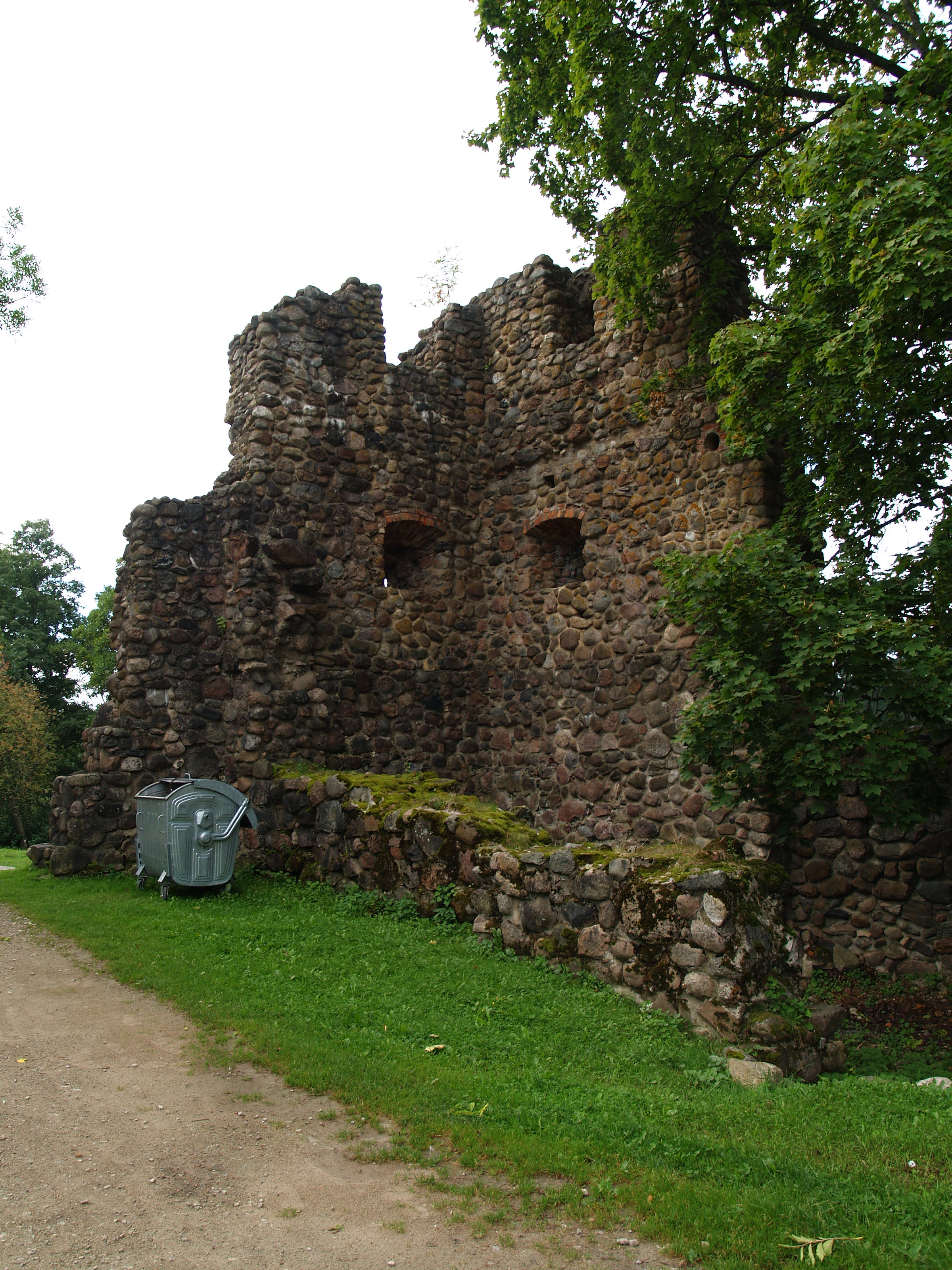